# روبرت ستيرن (مؤرخ)
روبرت ستيرن (بالإنجليزية: Robert Stern)‏ هو مؤرخ وفيلسوف بريطاني، ولد في 1962.